# Cycnotrachelus buonluoensis
Cycnotrachelus buonluoensis es una especie de coleóptero de la familia Attelabidae.

## Distribución geográfica
Habita en Vietnam.